# Красный Флаг (река)
Кра́сный Флаг — река на острове Врангеля в составе Иультинского района Чукотского автономного округа России.
Длина реки составляет 71 км. Впадает в Чукотское море в районе бухты Песцовая.
Истоки расположены в районе хребта Центральные горы. Река протекает в горной местности, направляясь с юга на север и прорезая изолированные горные цепи хребта Северные горы.
К числу левых притоков Красного Флага относятся река Отрожная, ручей Подгорный, река Равнинная и река Озёрная.
Особенностью реки является характерная окраска воды. В отдельных притоках отмечается красноватый оттенок, окрашивающий донные отложения (аллювий) в красные тона, что и послужило основой для названия. В верховьях возможна молочно-белая окраска воды, с образованием тонкого белого осадка, покрывающего русловые отложения.
По состоянию на 2023 год, вдоль реки расположены два кордона заповедника «Остров Врангеля». Кордон «Средний Красный Флаг» является жилым круглый год, тогда как кордон «Нижний Красный Флаг» не используется для постоянного проживания.

## Данные водного реестра
Согласно государственному водному реестру России, река относится к Анадыро-Колымскому бассейновому округу. Речной бассейн — бассейны рек, впадающих в Чукотское море. Водохозяйственный участок — остров Врангеля, в пределах внутренних морских вод и территориального моря Российской Федерации.
Код водного объекта: 19030010012119000084778.